# Paul K. Bakyenga
Paul Kamuza Bakyenga (* 30. Juni 1944 in Bumbaire-Igara; † 18. Juli 2023 in Kampala) war ein ugandischer Geistlicher und römisch-katholischer Erzbischof von Mbarara.

## Leben
Paul K. Bakyenga empfing am 11. Juli 1971 die Priesterweihe für das Bistum Mbarara.
Papst Johannes Paul II. ernannte ihn am 6. März 1989 zum Koadjutorbischof von Mbarara. Der Bischof von Mbarara, John Baptist Kakubi, spendete ihm am 24. Juni desselben Jahres die Bischofsweihe. Mitkonsekratoren waren Adrian Kivumbi Ddungu, Bischof von Masaka, und Serapio Bwemi Magambo, Bischof von Fort Portal.
Mit dem Rücktritt John Baptist Kakubis folgte er ihm am 23. November 1991 als Bischof von Mbarara nach. Mit der Erhebung zum Erzbistum am 2. Januar 1999 wurde er zum Erzbischof von Mbarara ernannt. Von 2002 bis 2006 war er Vorsitzender der Bischofskonferenz von Uganda. 
Papst Franziskus nahm am 25. April 2020 seinen altersbedingten Rücktritt an.